# Kloostrimetsa
Kloostrimetsa (français : Forêt du cloître) est un quartier du district de  Pirita  à Tallinn en Estonie.

## Description
En 2019,  Kloostrimetsa compte 78 habitants
Il est connu pour son circuit Pirita-Kose-Kloostrimetsa.
Les quartiers voisins sont Mähe, Lepiku, Kose, Laiaküla et Pirita.
Les rues du quartier sont Kiviaia tee, Kloostrimetsa tee, Lükati tee et Metsavahi tee.

## Population
| 2008 | 2010 | 2011 | 2012 | 2013 | 2014 |
| ---- | ---- | ---- | ---- | ---- | ---- |
| 82   | 81   | 79   | 81   | 79   | 80   |

| 2015 | 2016 | 2017 | 2018 | 2019 | 2020 |
| ---- | ---- | ---- | ---- | ---- | ---- |
| 84   | 83   | 76   | 80   | 78   | 82   |

| 2021 | 2022 | - | - | - | - |
| ---- | ---- | - | - | - | - |
| 79   | 84   | - | - | - | - |

## Transports
la Tour de télévision de Tallinn est acessible depuis la gare routière du Viru Keskus par les lignes de bus n° 34A et 38, et depuis l'arrondissement de Lasnamäe par le bus n° 49.

## Lieux et monuments
La majeure partie du territoire du quartier est constituée de la forêt du monastère (et), dont le nom vient du fait que cette forêt appartenait autrefois à l'abbaye Sainte-Brigitte. 
Le cimetière boisé de Tallinn, le jardin botanique de Tallinn et la tour de télévision de Tallinn sont situés dans le quartier.

## Galerie

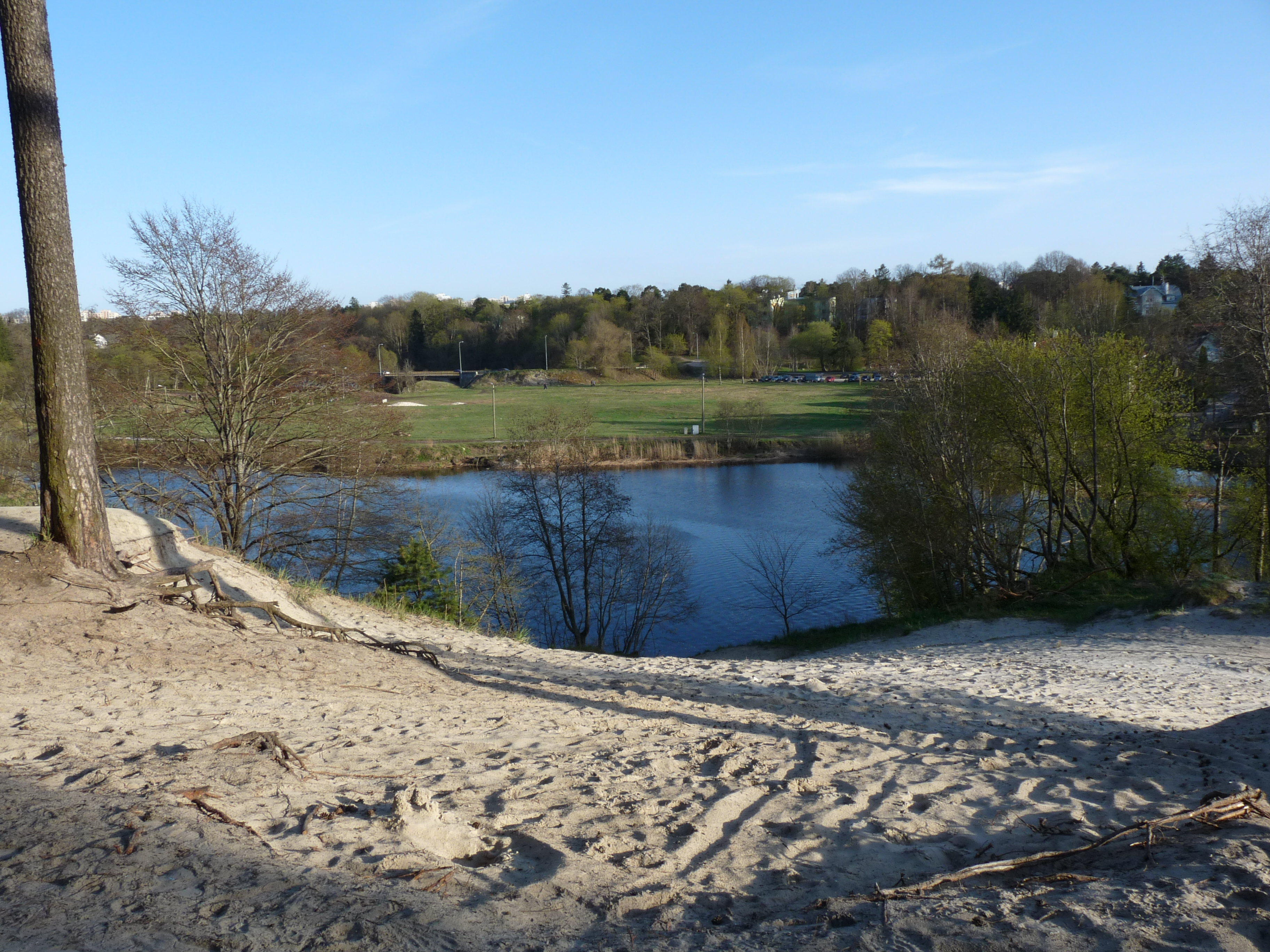
Rivière Pirita
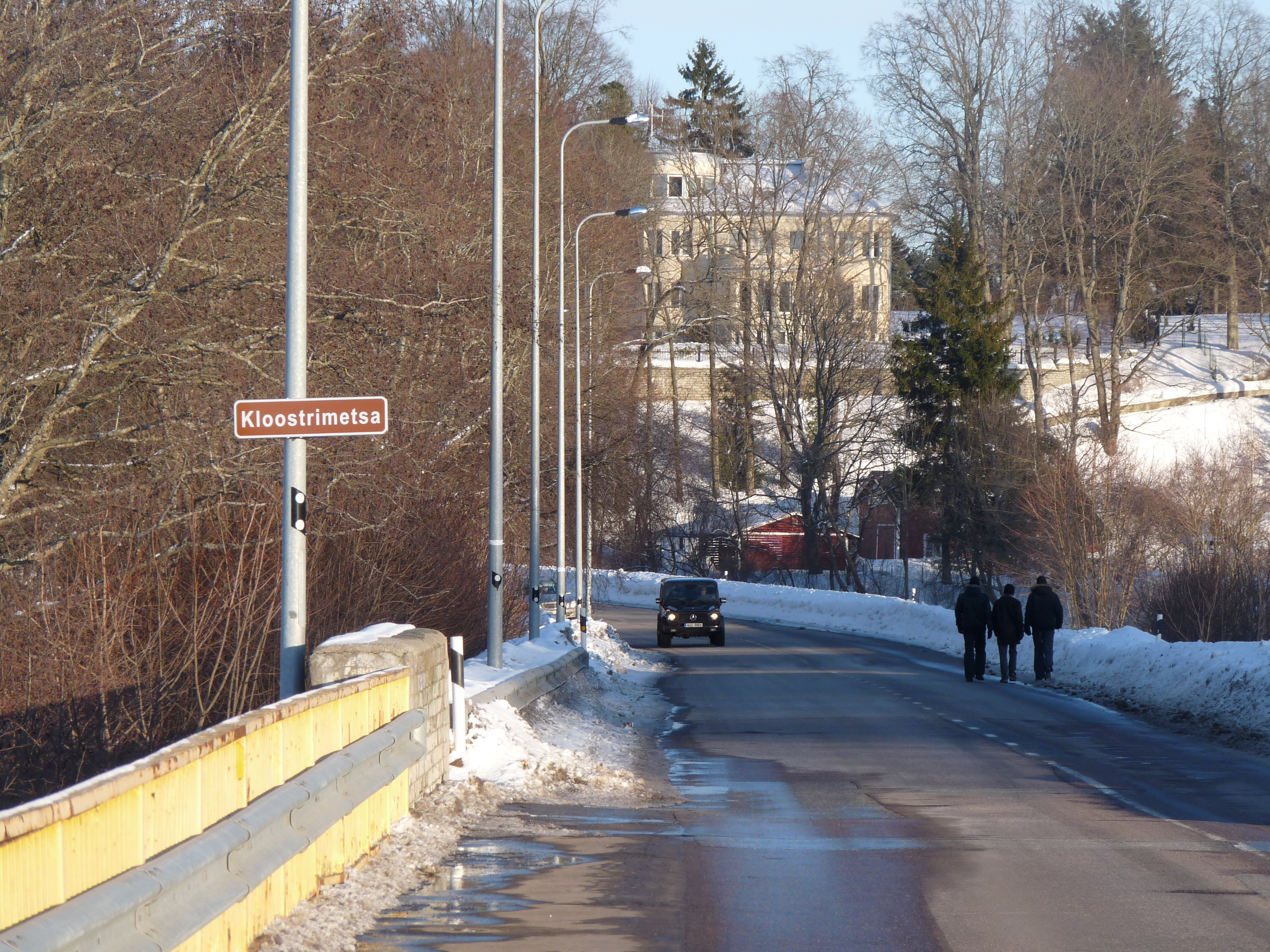
Lükati tee.
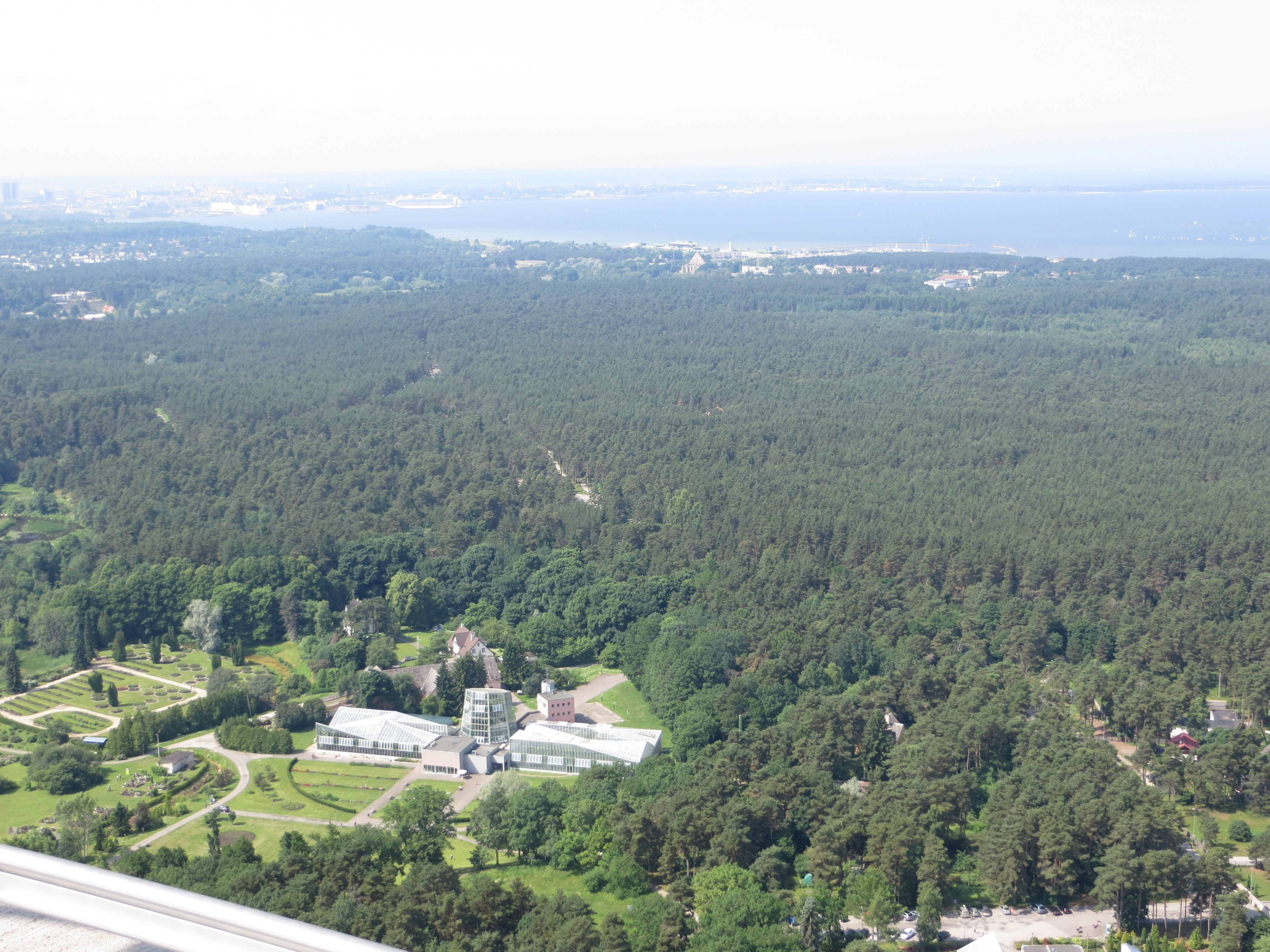
Vue du parc forestier de Kloostrimetsa depuis la tour de télévision.
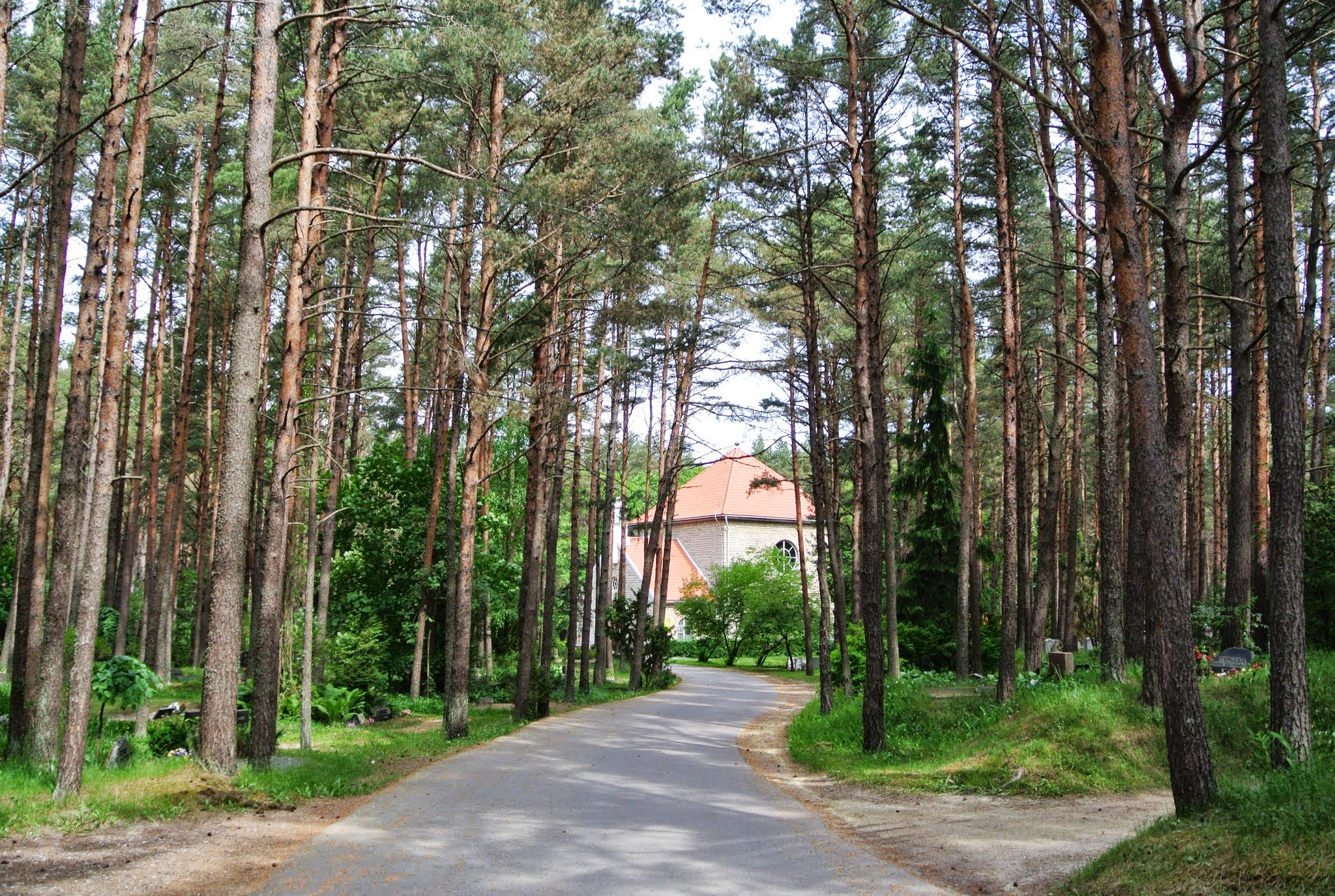
Cimetière de la forêt

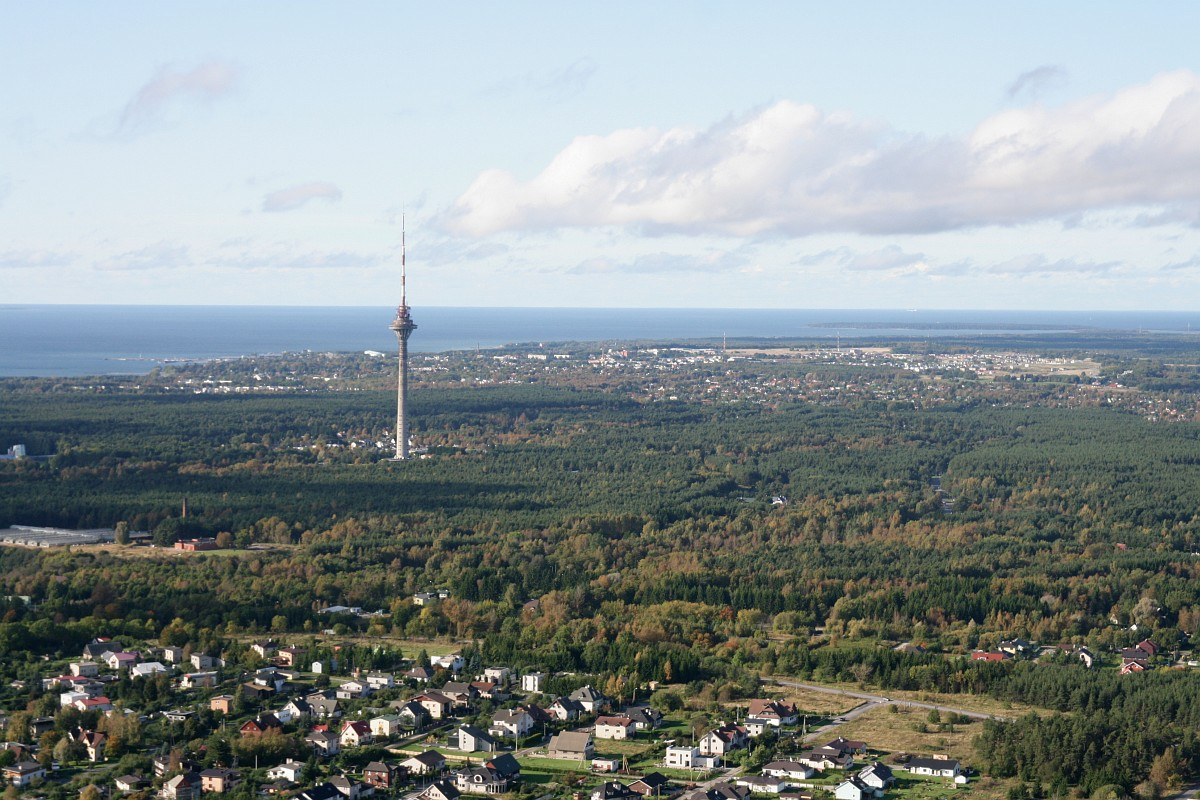
Tour de télévision de Tallinn.
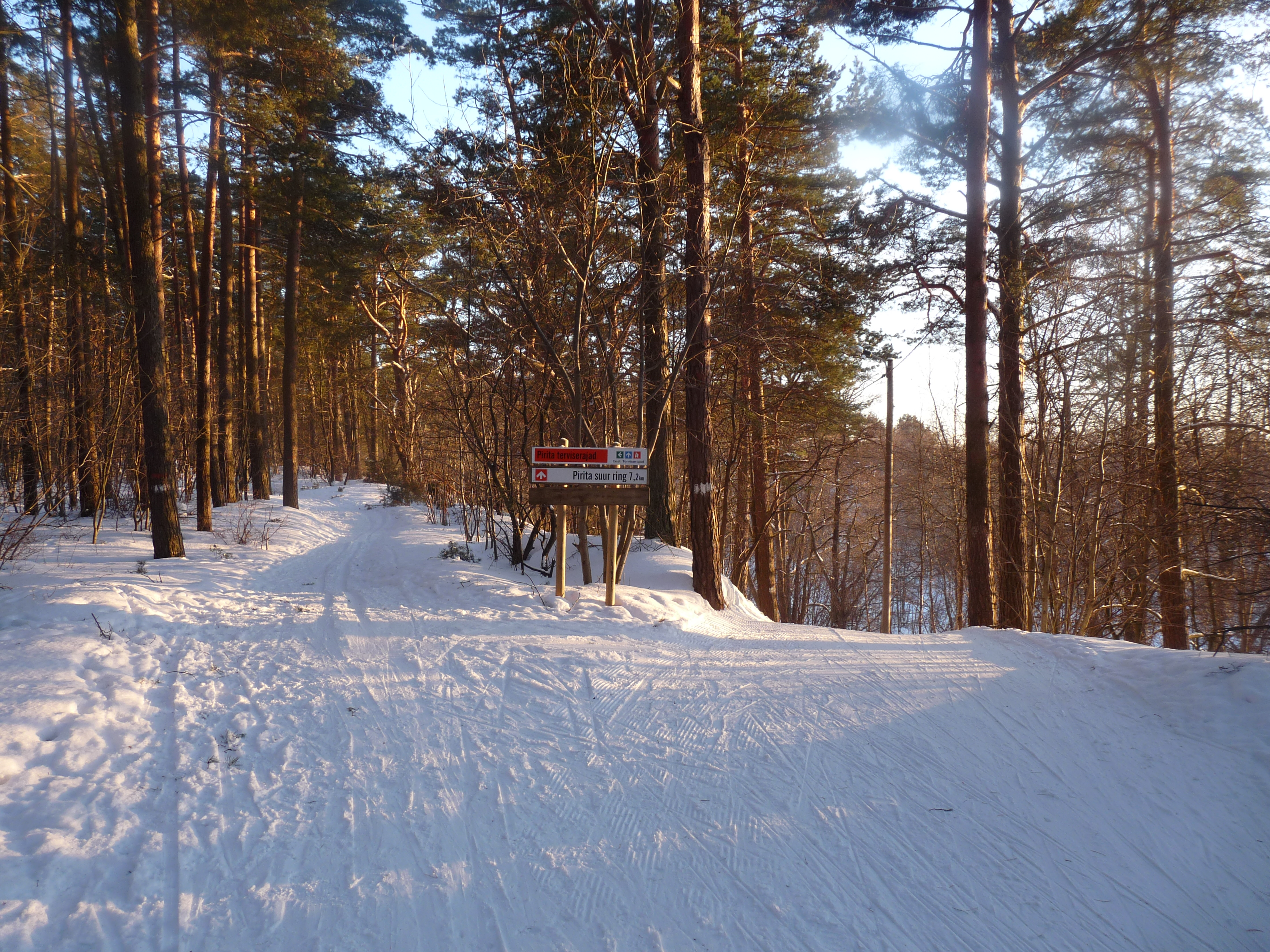
La forêt de Kloostrimetsa
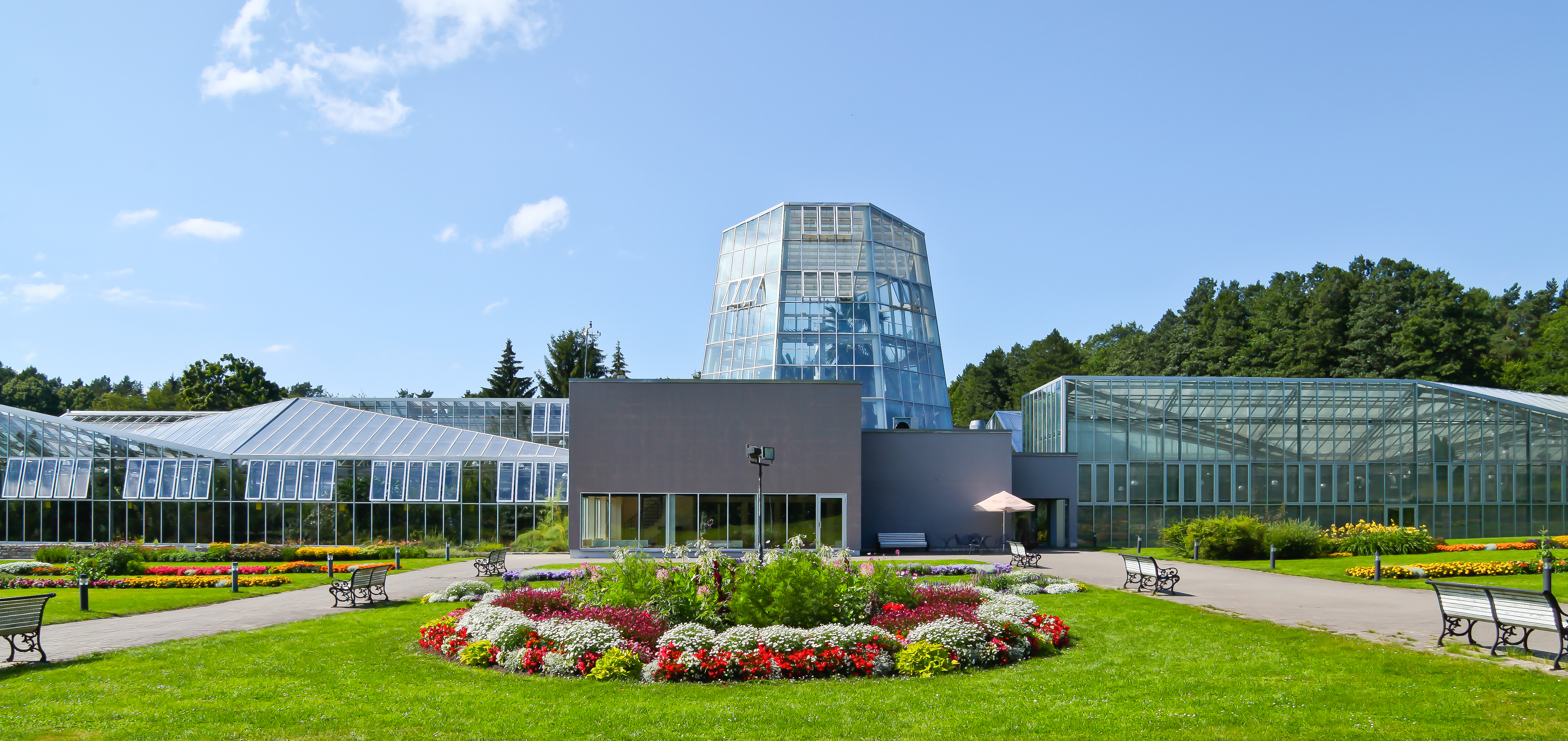
Le jardin botanique de Tallinn.
Chapelle du Cimetière de la forêt.